# Google Street View

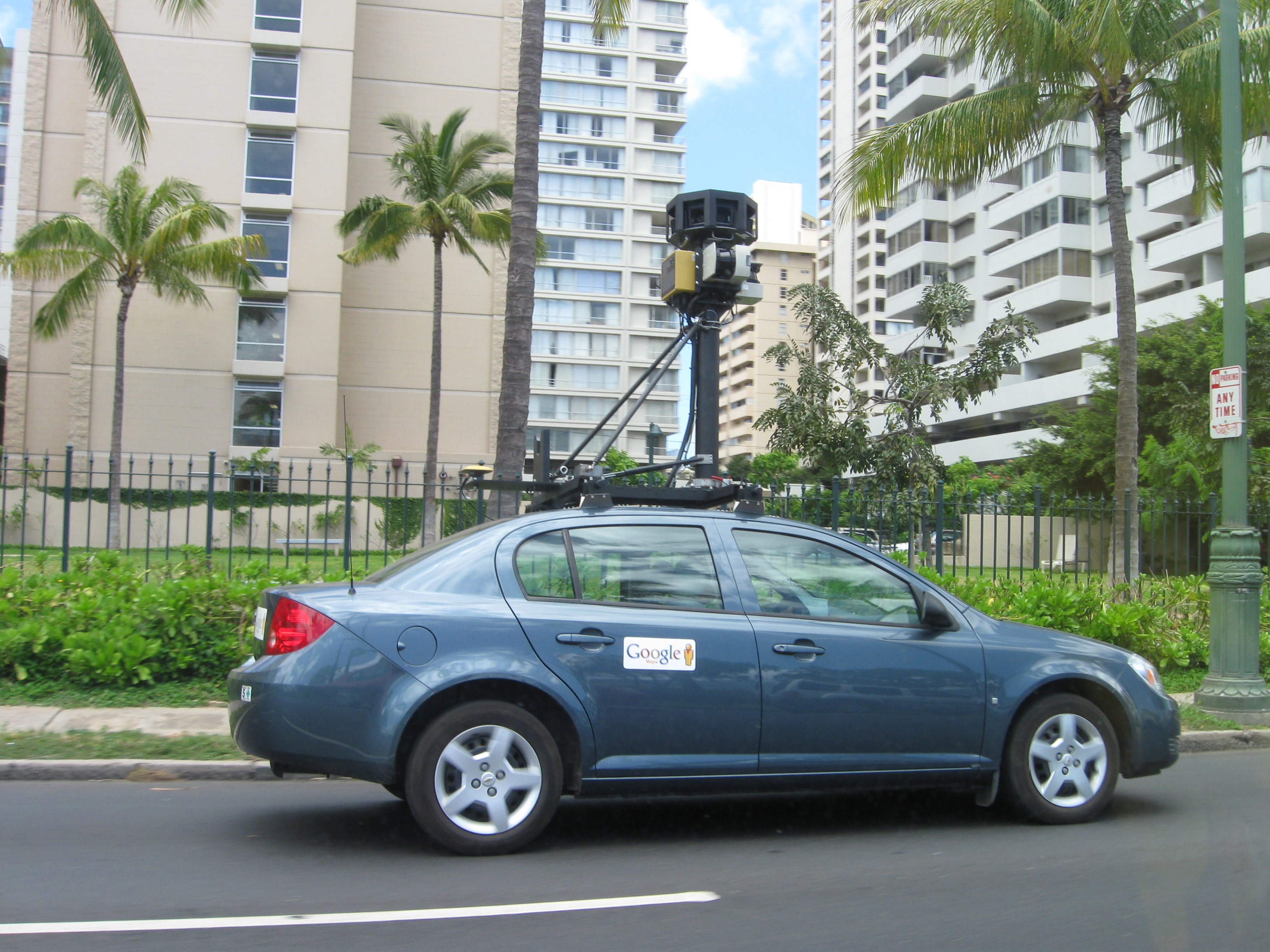
Google-Fahrzeug beim Fotografieren einer Straße in Honolulu

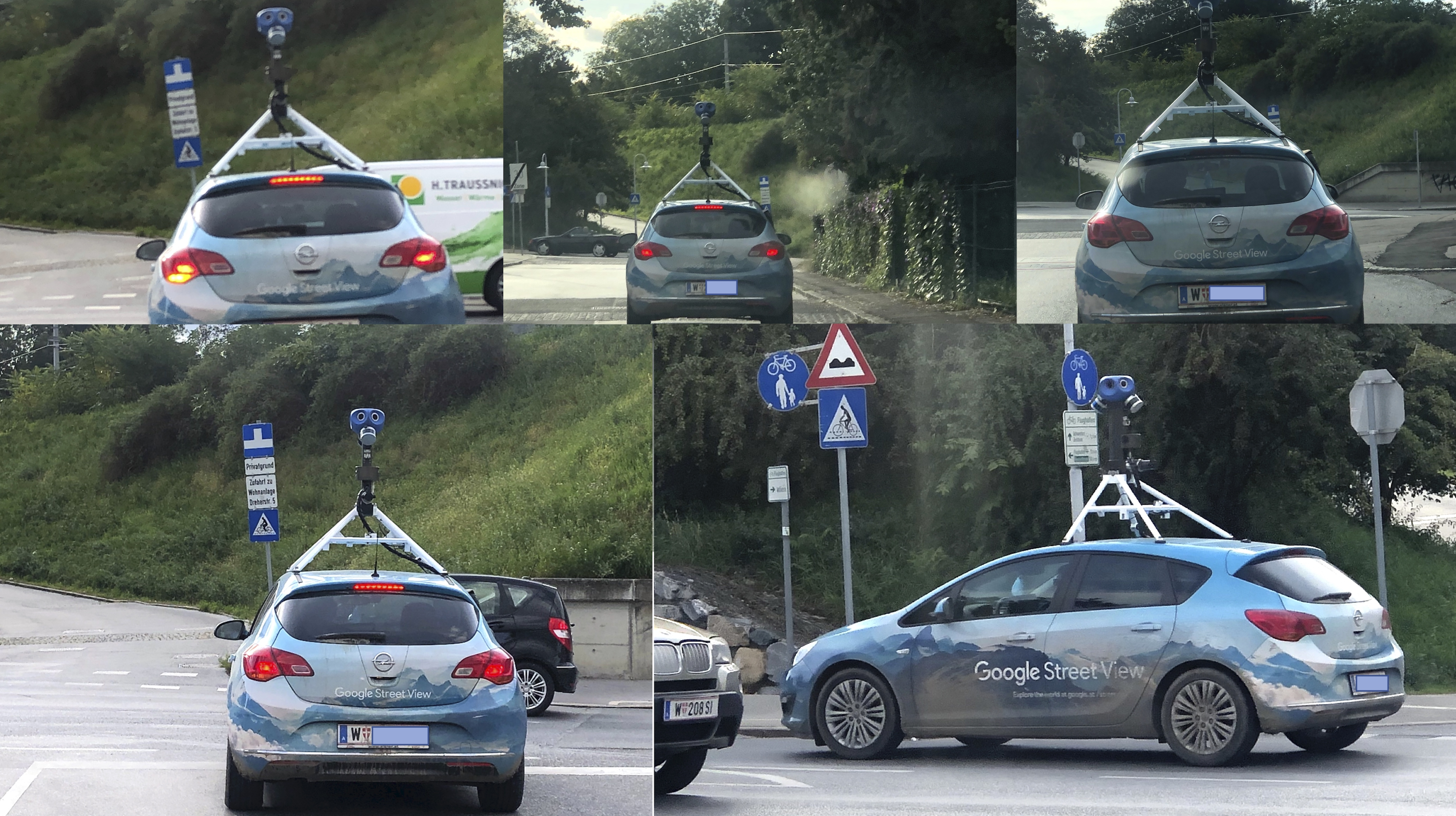
Google-Street-View-Auto 2020 in Wien

Google Street View ist ein Onlinedienst des US-amerikanischen Unternehmens Google, der 360-Grad-Ansichten aus der Straßenperspektive darstellt. Er erweitert den unternehmenseigenen Kartendienst Google Maps und das Programm Google Earth.
Der Dienst wurde im Mai 2007 mit ausgesuchten, nur in den Vereinigten Staaten verfügbaren Ansichten vorgestellt. Seither wurde das Angebot auf über 100 Länder ausgeweitet. Deutschland nahm dabei infolge einer datenschutzrechtlichen Grundsatzdiskussion für längere Zeit eine Sonderstellung ein.

## Technik und Aufnahme

### Fahrzeuge
Bei den Rohdaten handelt es sich um digitalisierte 360-Grad-Panoramabilder, die mit ausgerüsteten Pkw und Fahrrädern aufgenommen werden. Die Fahrzeuge haben auf dem Dach in etwa 2,9 Metern Höhe (in der Schweiz 2 Meter und in Japan 2,05 Meter, beim Google-Bike augenscheinlich etwas niedriger) neun Kameras montiert: acht Kameras für den 360-Grad-Blick, eine Kamera ist nach oben gerichtet. Zudem sind drei Lasermessgeräte zur dreidimensionalen Vermessung installiert. Durch die 3D-Daten soll es künftig in Google Earth eine räumliche Darstellung der Gebäude mit Street-View-Daten als Oberflächen geben. Der Erfassungsradius der von der deutschen Firma Sick AG hergestellten Laserscanner beträgt etwa 50 Meter.

### Software
Außer Foto- und 3D-Daten sammelt Google jeweils auch Details zu lokalen Funknetzen, insbesondere Netzwerknamen (SSID), Verschlüsselungsstärke und MAC-Adressen. Die Daten sollen zur WLAN-basierten Ortung dienen. In unverschlüsselten lokalen Funknetzen wurden übermittelte Daten aufgezeichnet. Google verwendet dazu das Programm Kismet. Die Methode ist, unter anderem als Wardriving, seit längerem bekannt. Im März 2011 verhängte Frankreichs Datenschutzbehörde CNIL eine Geldstrafe gegen Google wegen des Aufzeichnens der WLAN-Daten.

Zur Nutzung der Street-View-Daten in Google Maps gelangt der Nutzer, indem er das gelb-orange Symbol eines stilisierten Männchens (Pegman) auf der rechten unteren Seite des Google-Maps-Interface mit dem Cursor in dem ausgewählten Gebiet auf einen bestimmten Ort zieht. Straßen, für die Street-View-Daten verfügbar ist, sind blau unterlegt. Steht Street View für eine bestimmte Karte nicht zur Verfügung, ist das Männchen ausgegraut.
Das Bild ist mit der Maus um 360 Grad sowie nach oben und unten drehbar. In Google Maps sind Pfeile in das Bild integriert, um zum nächsten oder zurück zum vorherigen Panorama zu wechseln. Da etwa alle zehn Meter ein Foto gemacht wird, ist es möglich, eine Strecke virtuell in Google Maps oder Google Earth „abzufahren“.

### Kameras
Google verwendete vier Arten von Street-View-Kameras. Kameras der Generationen 1–, 2, 3 und 4 wurden verwendet, um Fotos in den Vereinigten Staaten zu machen. Die erste Generation war schnell überholt. Die zweite Generation setzte man in Australien ein. Kameras bis zur dritten Generation verursachten mitunter sichtbare Schatten in Bildern, die morgens und abends aufgenommen wurden. Aufnahmen mit Kameras der vierten Generation ersetzen alte Aufnahmen durch Bilder in nahezu HD-Qualität.
Im Februar 2010 führte Google an einem Schneemobil die vierte Generation der Street-View-Kamera mit, um Bilder der „Whistler Blackcomb Ski Slopes“ für die Olympischen Winterspiele in Vancouver (Kanada) aufzunehmen. Im Oktober 2011 begann Google, Bahnstrecken für Street View zu erfassen. Die Verbindung zwischen Thusis über St. Moritz nach Tirano gehört zum UNESCO-Welterbe, Google wurde dabei durch die Rhätische Bahn unterstützt.
Seit der Einführung von tragbaren Kameras auf Rucksäcken, den sogenannten „Trakkern“, im Jahr 2012 können auch Bilder von Orten, die nicht per Auto zugänglich sind, aufgenommen werden. Nach US-Nationalparks haben Fußgänger Sehenswürdigkeiten auf der ganzen Welt dokumentiert. Die Rucksack-Kameras sind in Rund zweieinhalb Metern Höhe und können auch für Aufnahmen auf Booten oder andernorts genutzt werden. Kamerarucksäcke oder Streetview-kompatible Panoramakameras können zur Aufnahme für Streetview – auch in Deutschland, Österreich und der Schweiz – kostenlos ausgeliehen werden. Organisationen, Unternehmen, professionelle Fotografen und Privatpersonen können damit für kulturell, historisch oder touristisch bedeutende Orte werben. So nahm beispielsweise der dänische Schauspieler Nikolaj Coster-Waldau 2017 medienwirksam die Google-Street-View-Bilder im grönländischen Dorf Igaliku auf, dem Heimatort seiner Frau Nukâka und seines Schwiegervaters Josef Motzfeldt.
Im Mai 2017 begann Google, alle Street-View-Kameras aufzurüsten.

## Verfügbarkeit
Das Angebot wurde bis 2017 auf 87 Länder ausgeweitet und deckte 16 Millionen Kilometer Straßenzüge virtuell ab. Ende 2020 rief man dazu rund 170 Milliarden Streetview-Bilder ab, deren Menge ständig erweitert wird.
Gut 30 % aller Suchergebnisse in Google Maps oder Websuchen mit Karten liefern Streetview-Ansichten zurück.
Im Jahr 2015 waren fast alle Länder der Europäischen Union, mit Ausnahme von Deutschland und Österreich, flächendeckend durch Google Street View erfasst.
Seit Juli 2023 wird das Angebot in Deutschland mit der Veröffentlichung neuer Bilder ausgeweitet.

Länder, von denen Street-View-Aufnahmen verfügbar sind
Länder, von denen teilweise Street-View-Aufnahmen vorhanden sind
Länder, von denen Street-View-Aufnahmen geplant werden (offiziell)
Länder, von denen Street-View-Aufnahmen geplant werden (inoffiziell)
Länder, in denen nur Aufnahmen privater Unternehmen verfügbar sind
Länder, in denen nur Street-View-Ansichten von Museen vorhanden sind

### Deutschland

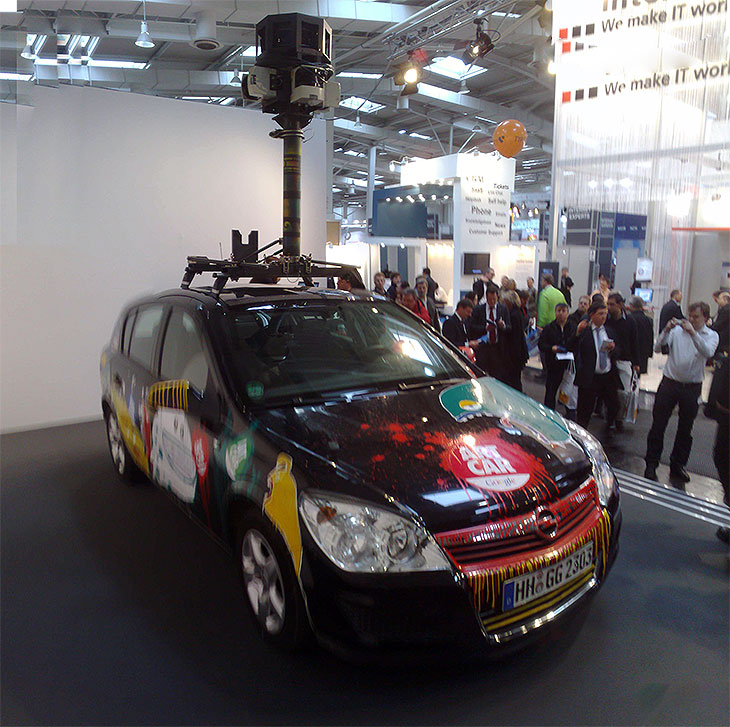
Google Streetview Art Car auf der CeBIT 2010

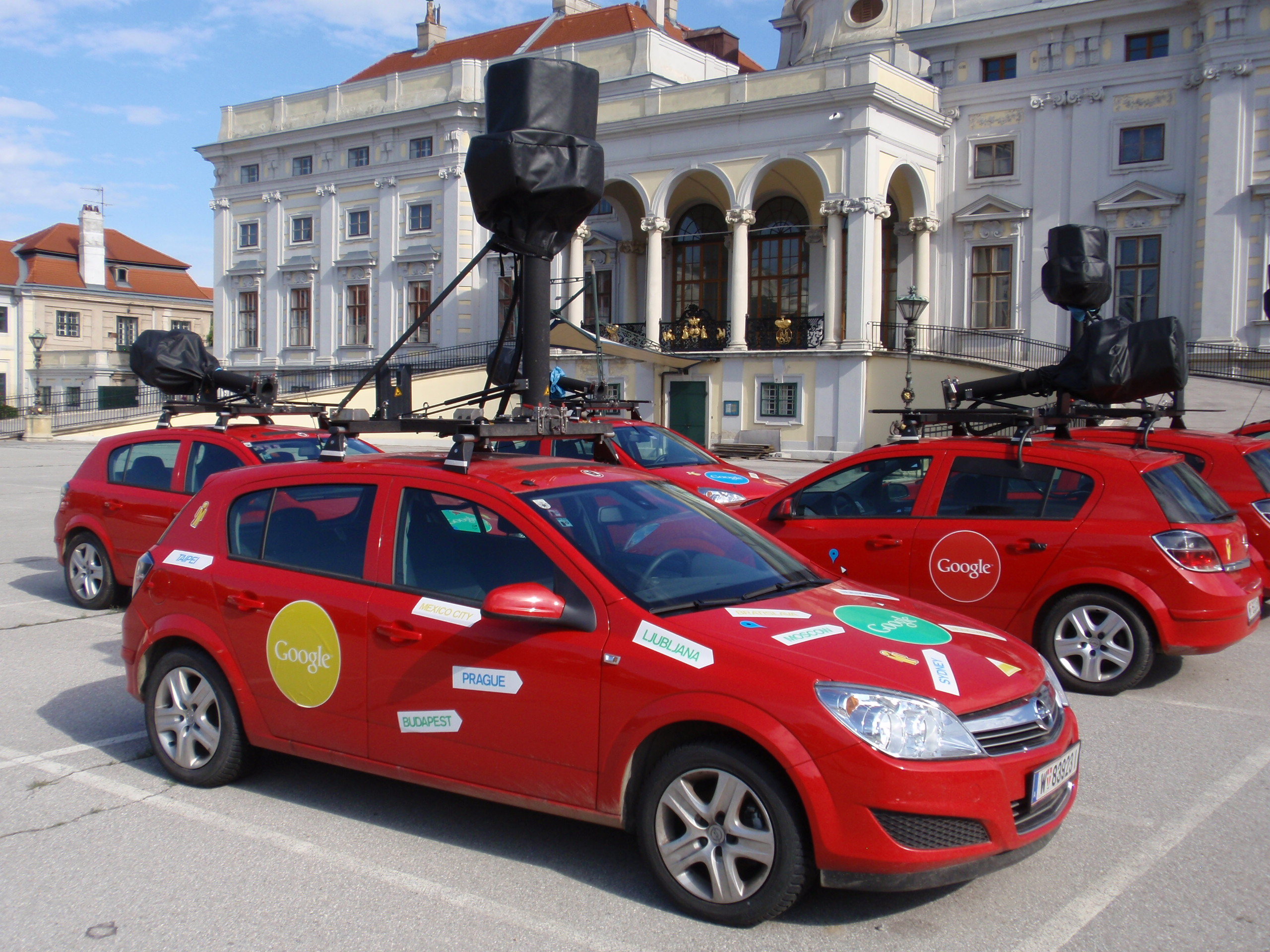
Street-View-Fahrzeuge in Wien

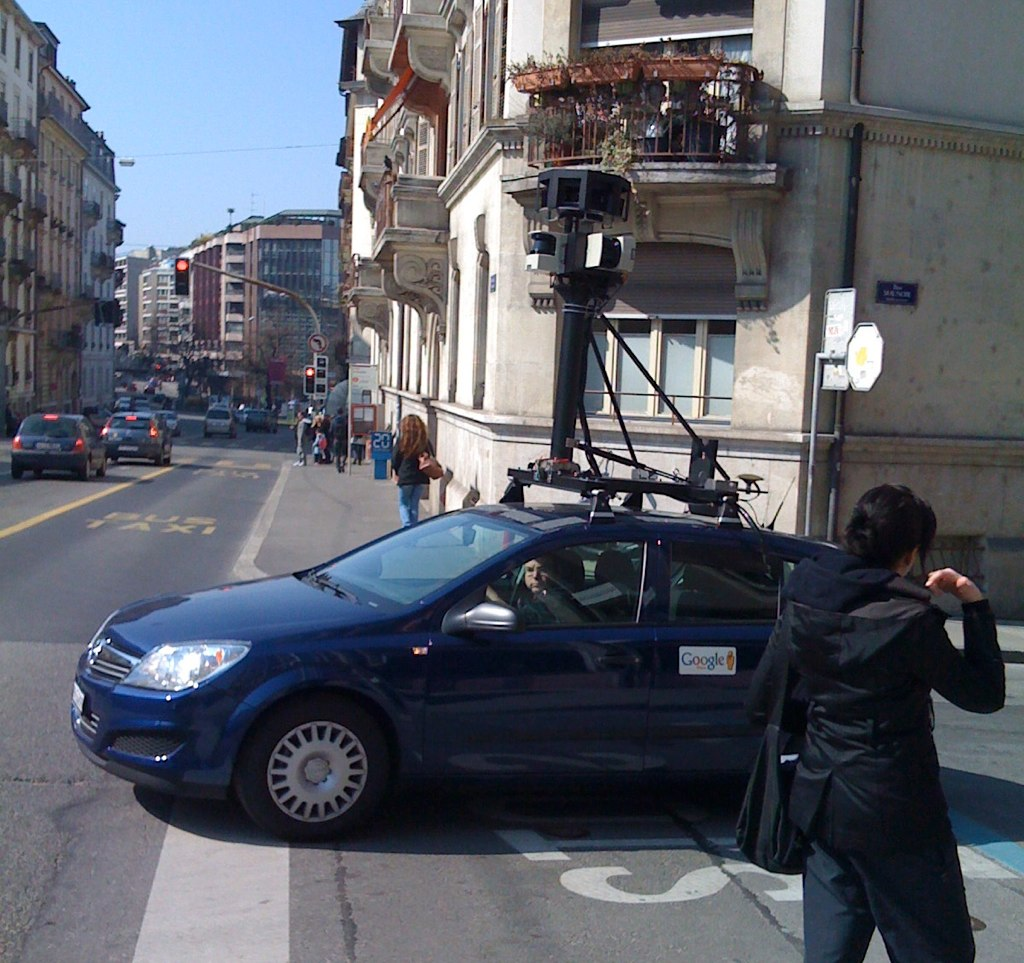
Street-View-Fahrzeug in Genf

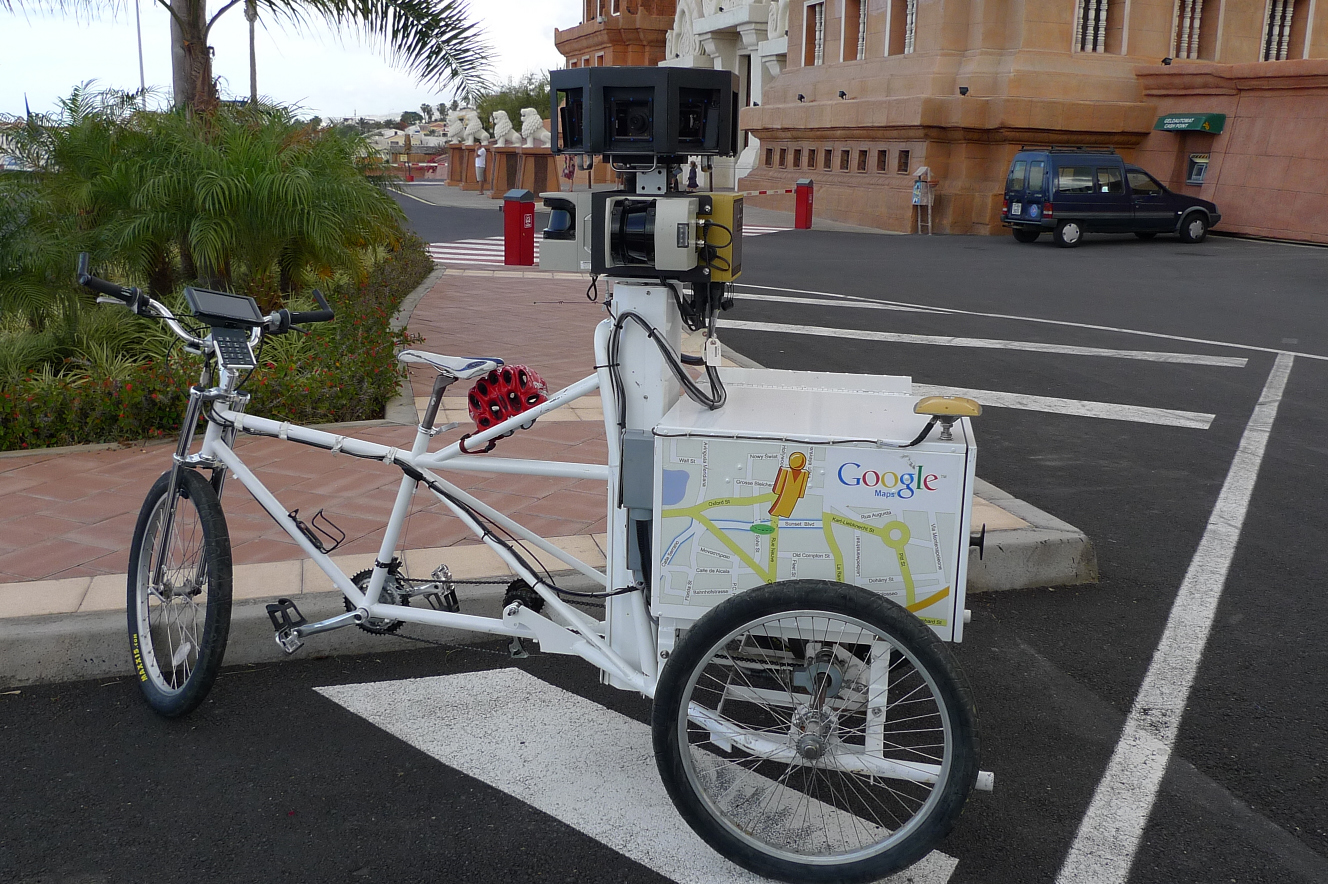
Ein Google-Street-View-Dreirad, mit dem unter anderem die Aufnahmen in Adeje, Teneriffa, gemacht wurden

Ab Juli 2008 nahm Google deutsche Straßen in vielen Städten und Landkreisen auf und veröffentlichte, an welchen Orten weitere Aufnahmen geplant wurden. Im August 2010 gab Google bekannt, dass der Kartendienst für die damals 20 größten Städte Deutschlands bereitgestellt wird: Berlin, Bielefeld, Bochum, Bonn, Bremen, Dortmund, Dresden, Duisburg, Düsseldorf, Essen, Frankfurt am Main, Hamburg, Hannover, Köln, Leipzig, Mannheim, München, Nürnberg, Stuttgart und Wuppertal. Google warb dafür im August 2010 mit ganzseitigen Anzeigen in Zeitschriften, Tageszeitungen und Regionalzeitungen.
Ab August 2010 konnte man vor Veröffentlichung die Unkenntlichmachung des eigenen Hauses beantragen. Nachträgliche Widersprüche sind ebenfalls möglich. Google ließ die Unkenntlichmachung durch den TÜV Rheinland prüfen und bekam das TÜV-Rheinland-Gütesiegel. Google räumte ein, dass es bei der manuellen Unkenntlichmachung vereinzelt zu Fehlern kommen kann. In solchen Fällen ist ein wiederholter Einspruch möglich, den Mitarbeiter bearbeiten. Insgesamt gab es 244.237 Anträge auf Unkenntlichmachung, die vor dem Start bearbeitet werden mussten. Diese Gebäude erscheinen unwiderruflich verpixelt, da Google sich verpflichtet hat, das Rohdatenmaterial zu löschen. Zudem führte Google Gespräche mit dem hamburgischen Beauftragten für Datenschutz und Informationsfreiheit.
Obwohl zunächst keine Bilder aus Deutschland verfügbar waren, erfolgten nach Angaben von Google etwa eine Million Aufrufe pro Tag aus Deutschland, so viele wie aus keinem anderen Land, in dem Street View nicht angeboten wurde. Ähnliche Dienste waren auch bei anderen Anbietern wie sightwalk, Navteq, Bing Maps für einige deutsche Städte geplant oder verfügbar.
Im November 2010 wurden zum ersten Mal Bilder von in Deutschland liegenden Straßenzügen in Street View online gestellt. Neben der Möglichkeit, bekannte Objekte wie das Kanzleramt, die Siegessäule oder zehn Stadien der Fußball-Bundesliga zu betrachten, konnte der Betrachter auch in Teilen des bayerischen Ortes Oberstaufen virtuell „spazieren gehen“. Zwei Wochen später wurden die 20 nach Einwohnerzahl größten Städte online gestellt.
Im April 2011 gab Google bekannt, den in Deutschland durch Street View abgedeckten Bereich nicht auszuweiten oder zu aktualisieren. Damit galt Deutschland als das einzige größere westeuropäische Land, für das es weder aktuelle noch flächendeckende Streetview-Aufnahmen gab. Dies führte zu in der Presse mitunter als „Zeitreise“ bezeichneten Effekten, weil sich die Realität seit 2008 vielerorts erheblich veränderte. Seit 2017 immer wieder zu sehende Fahrzeuge von Google aktualisierten lediglich Kartendienste oder erstellten Präzisionskarten für zukünftiges autonomes Fahren.
Im Oktober 2019 berichtete die Welt am Sonntag, dass Gespräche zwischen Google und der Hamburger Datenschutzbehörde liefen, um die aktuelle Rechtslage zu klären. Zur Diskussion stehe, ob der Rechtsanspruch auf Verpixelung weiterhin gelte und ob nun vielleicht eine andere Behörde zuständig sei, da Google seinen Europa-Hauptsitz nun in Irland hat. Auch Gespräche mit anderen Stellen seien geplant.
Von 2020 bis März 2022 (in Hamburg geplant bis August 2022) waren in Deutschland wieder Street-View-Autos unterwegs. Dies nährte Spekulationen auf eine Rückkehr des Dienstes nach Deutschland, laut Google werden die neuen Bilddaten jedoch nur zur Aktualisierung der Kartendienste genutzt, es gebe „keine Pläne“, die Bilder zu veröffentlichen.
Unterdessen hat der Mitbewerber Apple mit seinem in die Kartenanwendung integrierten 360-Grad-Dienst Look Around in Deutschland 2022 erstmals eine vergleichbare Anwendung online gestellt.
Entgegen vorheriger Aussagen von Google wurde im Juni 2023 bekannt, dass frühestens einen Monat später neue Street-View-Bilder veröffentlicht werden sollen. Unkenntlichmachungen können neu beantragt werden. Vormalige Widersprüche verlieren mit den neuen Bildern ihre Gültigkeit. Seit dem 25. Juli 2023 sind aktualisierte Aufnahmen sichtbar. Zudem werden die verfügbaren Regionen ausgeweitet. Einige Tage zuvor wurden alte Aufnahmen aus den Jahren vor 2010 entfernt.

### Österreich
In Österreich begann Google Street View im Jahr 2008. Neben Schutz der Privatsphäre, Datenschutz und von anderen Persönlichkeitsrechten bestehen in Österreich insbesondere Bedenken, dass „potenzielle Einbrecher diese Internetdienste [Anm.: StreetView und Norc] heranziehen könnten, um Wohngegenden auszukundschaften und ihre Einbruchsobjekte zu wählen.“ (BMI/Polizei).
Die Datenschutzbehörde bewirkte 2010 eine Pause der Ablichtung der Straßenzüge in Österreich, nicht wegen der Bilder, sondern wegen mitaufgezeichneter Funknetz-Details. Ein Auflagenbescheid Dezember 2010 legte fest, welche Einschränkungen Google einhalten muss, um die Street-View-Aufnahmen fortsetzen zu dürfen. So werden zwar Gesichter und Autokennzeichen automatisch unkenntlich gemacht, es müsste zum Beispiel aber vor Kirchen, Spitälern oder Frauenhäusern der ganze Körper verpixelt werden, oder von Spaziergängern nicht einsehbare Privatgärten, die die hochgestellten Kameras erfassen können, retuschiert werden.
Da diese Auflagen nicht wirtschaftlich erfüllbar waren, verzichtete die Firma für Österreich auf den Dienst. Bestehende Aufnahmen wurden nach Angabe der Firma gelöscht, doch ging im Juni 2015 eine Anzahl Einzelbilder in Wien kurz ans Netz. Nach Auskunft von Google Österreich handelte es sich um ein Versehen, es waren Aufnahmen von 2009/10, die seinerzeit nie online gestellt worden waren.
Seit November 2012 waren bei Google Street View Panoramaaufnahmen von Skipisten der österreichischen Skigebiete Ischgl und Sölden verfügbar. Einige weitere Sonderprojekte, bei denen den Datenschutzbestimmungen entsprochen werden kann, wie am Red Bull Ring in Spielberg oder im Stadion der Wiener Austria, wurden angeboten.
Im Juli 2017 kündigte Google Austria an, dass ein spezielles Kamerafahrzeug Aufnahmen in Österreich machen werde, beginnend in Wien, Graz und Linz. Online verfügbar war der Dienst seit Juli 2018.
Seit Juni 2020 waren Verbesserungen zu verzeichnen. Neben der Aktualisierung der Aufnahmen in Städten wie Wien und Graz kamen auch einige Aufnahmen aus ländlichen Gegenden hinzu.

### Schweiz

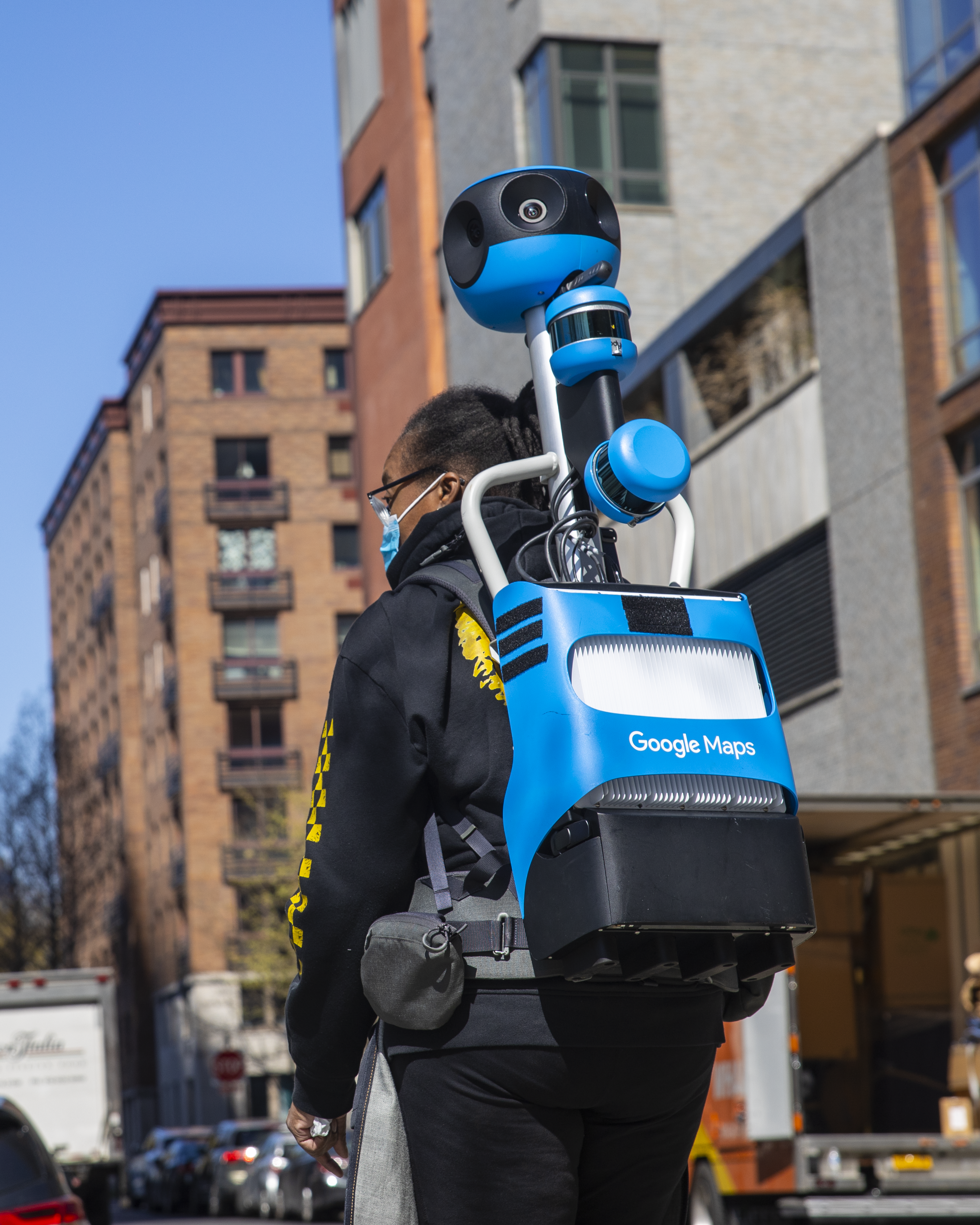
Einsatz des Street-View-Rucksacks zu Fuß in New York City

In der Schweiz sind auf den 18. August 2009 die Großräume um Basel, Zürich, Bern sowie das Nord- und Westufer des Genfersees aufgeschaltet worden. Im Oktober 2010 fanden Aufnahmen in Großstädten statt. Ab Mai 2013 kamen Aufnahmen aus fast allen Regionen des Landes hinzu. Seit dem 19. Mai 2015 sind weite Teile der Schweiz mit Google Street View einsehbar.
Seit 2010 wurden zudem Sehenswürdigkeiten (das Chateau de Prangins in Nyon, das Schloss Laufen, das Stockalperschloss in Brig, der Alte Botanische Garten in Zürich, der Botanische Garten der Uni Zürich, das Papiliorama in Kerzers oder der Parc de Valency), Skigebiete (Arosa, Davos, Corvatsch-Furtschellas, Gstaad, St. Moritz und Sedrun) sowie die RhB-Zugstrecken Albula und Bernina aufgenommen. Darüber hinaus wurden Wanderwege in verschiedenen Regionen abgedeckt.
Um den Vorgaben des Bundesgerichts zu folgen, wurden einzelne Straßenabschnitte um sensitive Gebäude weggelassen. Damit entstehen vor allem in Städten Lücken.

### Frankreich
In Frankreich wurden zunächst die Strecken zur Tour de France 2008 veröffentlicht. Seit Anfang Juni 2011 ist Google Street View flächendeckend in Frankreich verfügbar, inklusive La Réunion. Einige berühmte Sehenswürdigkeiten (Schloss Versailles, Schloss Chenonceau etc.) sind ebenfalls erfasst.
Aufnahmen im Disneyland Paris wurden im Herbst 2008 gemacht. Disney öffnete dafür die Tore etwas früher. Google-Mitarbeiter fuhren mit einem speziellen Fahrrad Wege im Park ab und machten Fotos. Laut Google ist das der erste Teil einer „Special Collection“.

### Vereinigte Staaten
Der Dienst erfasst in den USA bereits einen Großteil des Straßennetzes, nahezu alle Städte und Nationalparks können online eingesehen werden.
Die Ostküste der USA ist ungefähr zu 90 bis 98 Prozent abgedeckt. In der Landesmitte bzw. in der Wüstenregion sind die großen Städte und die großen Interstate Highways online verfügbar.
An der Westküste sind mindestens 88 Prozent des öffentlichen Straßennetzes abgedeckt; nicht erfasst sind oft großräumige Gated Communitys. Auf Hawaii sind ein Großteil der Stadt Honolulu sowie die Highways und einige Regionen der Insel Oʻahu abgedeckt. Auf der Insel Maui sind die Stadt Kahului, die Hawaiʻi State Route 30 und kleinere Highways um und mit Kīhei verfügbar. In Alaska sind kaum 15 Prozent des Bundesstaats abrufbar, die Stadt Anchorage und die Region um die Stadt sind teilweise abgedeckt. Die Highways und die State Routes (so bei die A-1 oder der Dalton Highway) die den Süden mit dem Norden verbinden, sind ebenfalls teilweise online.

### Südpol und Antarktis
Nachdem seit September 2010 erste Aufnahmen der Antarktis in Street View verfügbar sind, fügte Google im Juli 2012 viele weitere Ansichten hinzu. Dabei liegt der Fokus besonders auf Orten von wissenschaftlicher und historischer Bedeutung. Dazu gehören die Wohnorte der Forscher Ernest Shackleton und Robert Falcon Scott, die maßgeblich an der Erkundung der Antarktis und des Südpols im 20. Jahrhundert beteiligt waren. Google zählt die Hütte von Scott zu den besonderen Orten auf Street View, die im World Wonders Project gesammelt werden.

### Andere Länder und Regionen
- Afrika
  -  Botswana[66]
  -  Eswatini
  -  Ghana
  -  Lesotho
  -  Namibia
  -  Nigeria
  -  Senegal
  -  Südafrika
  -  Tunesien[67]
  -  Uganda

- Asien
  -  Bangladesch[68]
  -  Bhutan
  -  Hongkong
  -  Indien[69]
  -  Indonesien
  -  Israel[70]
  -  Japan
  -  Jordanien
  -  Kambodscha
  -  Kasachstan
  -  Katar
  -  Kirgisistan
  -  Macau
  -  Malaysia
  -  Mongolei
  -  Nepal
  -  Oman
  -  Philippinen
  -  Singapur
  -  Sri Lanka
  -  Südkorea
  -  Taiwan
  -  Thailand
  -  Türkei
  -  Vereinigte Arabische Emirate
  -  Vietnam[71]

- Europa
  -  Albanien
  -  Andorra
  -  Belgien
  -  Bulgarien
  -  Dänemark
  -  Estland
  -  Finnland
  -  Färöer
  -  Griechenland
  -  Grönland
  -  Irland
  -  Island
  -  Italien
  -  Kroatien
  -  Lettland
  -  Liechtenstein
  -  Litauen
  -  Luxemburg
  -  Monaco
  -  Montenegro
  -  Niederlande
  -  Nordmazedonien
  -  Norwegen
  -  Polen
  -  Portugal
  -  Rumänien
  -  Russland (mit Tretjakow-Galerie in Moskau, 2011)[72]
  -  San Marino
  -  Schweden
  -  Serbien
  -  Slowakei
  -  Slowenien
  -  Spanien
  -  Tschechien
  -  Ukraine
  -  Ungarn
  -  Vereinigtes Königreich

- Nordamerika
  -  Bermuda
  -  Kanada
  -  Mexiko
  -  Saint-Pierre und Miquelon[73]

- Mittelamerika und Karibik
  -  Amerikanische Jungferninseln
  -  Curaçao
  -  Dominikanische Republik
  -  Guatemala
  -  Panama
  -  Puerto Rico
- Südamerika
  -  Argentinien
  -  Bolivien
  -  Brasilien
  -  Chile
  -  Ecuador
  -  Kolumbien
  -  Peru
  -  Uruguay

- Ozeanien
  -  Australien
  -  Neuseeland
  -  Amerikanisch-Samoa
  -  Guam
  -  Pitcairninseln[74]

In vielen weiteren Ländern können einzelne Sehenswürdigkeiten oder punktuell einige touristische Regionen mittels Google Street View erkundet werden.

### Themenspezifische Projekte

#### Special Attractions
Die Special Attractions ist eine Sonderkollektion der Street-View-Galerie, in der außergewöhnliche Attraktionen der USA aufgenommen wurden. Diese Sonderkollektion ist nicht zu verwechseln mit der Special Collection, in der beispielsweise das Disneyland Paris enthalten ist.
| Attraktion                      | Ort                       |
| ------------------------------- | ------------------------- |
| Busch Gardens Africa            | Tampa, Florida            |
| Adventure Island                | Tampa, Florida            |
| Universal Orlando Resort        | Orlando, Florida          |
| Aquatica                        | Orlando, Florida          |
| Busch Gardens Europe            | Williamsburg, Virginia    |
| Arastradero Open Space Preserve | Palo Alto, Kalifornien    |
| Universität von Boston          | Boston, Massachusetts     |
| Hershey Park                    | Hershey, Pennsylvania     |
| Legoland                        | Carlsbad, Kalifornien     |
| Mazda Raceway Laguna Seca       | Salinas, Kalifornien      |
| Monterey Bay Coastal Bike Path  | Monterey, Kalifornien     |
| San Diego State University      | San Diego, Kalifornien    |
| Santa Monica Pier               | Santa Monica, Kalifornien |
| SeaWorld San Antonio            | San Antonio, Texas        |
| SeaWorld San Diego              | San Diego, Kalifornien    |
| SeaWorld Orlando                | Orlando, Florida          |
| Thunderhill Raceway Park        | Willows, Kalifornien      |

#### Becken des Amazonas
Im November 2011 startete Google ein Street View ähnliches Projekt, bei dem das Amazonasbecken im Nordwesten Brasiliens erfasst wurde. Hierzu wurden spezielle Kameraboote und Geländefahrzeuge für den Regenwald und die Uferbereiche eingesetzt. Am 21. März 2012 wurden die Bilder, die entlang eines 40 km langen Uferstreifens nordwestlich von Manaus geschossen wurden, veröffentlicht. Die Anregung zu den Aufnahmen ging von der FAS, einer Organisation zum Schutz des Amazonasgebietes, aus. Man will damit möglichst vielen Menschen die ökologische Bedeutung des Regenwaldes nahebringen.

#### Bilder des Planeten Mars
Mittels der Fotos, die von den Mars Exploration Rovern Spirit und Opportunity aufgenommen wurden, können einzelne Gebiete auf dem Planeten Mars in 360-Grad-Panoramabildern aus der Beobachterperspektive dargestellt werden.

#### Fußball-Europameisterschaft
Im Zuge der Vorbereitungen auf die Fußball-Europameisterschaft 2012 stellte Google 360-Grad-Panoramaaufnahmen aller acht EM-Stadien in Polen (Warschau, Posen, Breslau, Danzig) und der Ukraine (Kiew, Donezk, Charkiw, Lemberg) über Google Street View zur Verfügung, mit deren Hilfe sich Fans einen Eindruck von den Spielorten der 16 teilnehmenden Mannschaften verschaffen konnten.

#### Googles Rechenzentren
Im Oktober 2012 gab Google diverse Ansichten seiner Rechenzentren auf Street View frei, darunter zum Beispiel eine Serverfarm im Ort Lenoir, North Carolina.

#### Virtuelle Bergtouren
Im März 2013 gab Google diverse Bilder der Seven Summits frei, darunter Mount Everest sowie Kilimandscharo. Die Aufnahmen wurden auf den üblichen Steigrouten aufgenommen und zeigen mitunter andere Bergsteiger und deren Zeltlager.

#### Zeitreisen
Seit 23. April 2014 ist es möglich, Street-View-Bilder im Zeitablauf als Zeitreise anzusehen.
Dadurch können Bilder am selben Ort von verschiedenen Jahreszeiten oder Baufortschritte an Gebäuden verfolgt werden.

## Kontroversen um Datenschutz

### Deutschland
Bei Street View sind drei Datenschutzprobleme (nach deutschem Recht) zu unterscheiden:

#### Personen
Erstens die Aufnahme von Personen und zweitens die Aufnahme von Privatwohnungen. Das erste Problem ist gelöst. Seit Mai 2008 machen spezielle Programme Gesichter von Passanten und Kfz-Kennzeichenschilder durch Weichzeichnung unkenntlich. Google unterzog alle Bilder dieser Prozedur. In diesen automatisierten Prozessen kann es vorkommen, dass Gesichter oder Nummernschilder nicht völlig unkenntlich sind oder Bereiche behandelt werden, die weder ein Gesicht noch ein Nummernschild zeigen. Unbehandelte Gesichter oder Nummernschilder oder Bereiche, die irrtümlich nicht verwischt wurden, können über die Hilfefunktion an den Betreiber weitergeleitet werden.

#### Privathäuser und -straßen
Das Problem der Erfassung von Privathäusern und Wohnungen in Deutschland wird nach wie vor kontrovers diskutiert. In den klassischen juristischen Kommentaren zum Bundesdatenschutzgesetz (BDSG) wird das Problem ausführlich nur im Praxiskommentar von Bergmann, Möhrle und Herb behandelt. Demnach müsse die Zulässigkeit anhand von § 28 Abs. 1 Satz 1 Nr. 3 BDSG geprüft werden. „Zumindest bei Einfamilien- oder kleineren Mehrfamilienhäusern oder bei Gehöften“ sei das Speichern und zum Abruf Bereithalten dieser Häuserfassaden nach § 28 Abs. 1 Satz 1 Nr. 3 BDSG unzulässig.
Der Datenschutzbeauftragte von Schleswig-Holstein, Thilo Weichert, lehnte das Projekt Anfang Oktober 2008 in einer ersten Bewertung als unzulässig ab. Der Düsseldorfer Kreis kam Mitte November 2008 zu dem Ergebnis, dass sich das Projekt nicht verbieten lasse, aber Gesichter, Kraftfahrzeugkennzeichen und Hausnummern zu verschleiern und alle Betroffenen rechtzeitig darauf hinzuweisen seien, dass sie jederzeit Einspruch gegen die Veröffentlichung sie betreffender Daten erheben können.
Das Bundesministerium für Ernährung, Landwirtschaft und Verbraucherschutz (BMELV) veröffentlichte dazu ein herunterladbares Musterschreiben.
Ende April 2010 einigten sich Google und das BMELV auf verbesserte Datenschutzregelungen. Street View startete erst nach Berücksichtigung aller Einsprüche in Deutschland. Sammelanträge von Städten und Gemeinden werden von Google akzeptiert, zur Vereinfachung der Widerspruchsverfahren wollte Google mit dem Deutschen Städtetag ein Verfahren entwickeln.
2019 kam in einer nicht mit Google Street View zusammenhängenden Entscheidung der Europäische Gerichtshof für Menschenrechte zum Ergebnis, dass Häuserfotos kein Persönlichkeitsrecht verletzen. Der EGMR bestätigte damit die Entscheidung des OLG Köln und eine Nichtannahme-Entscheidung des BVerfG.

#### WLAN-Datenerfassung
Mit den Fotos zeichnet Google zugeordnete Details lokaler Funknetze auf – auch aus unverschlüsselten Netzen zur WLAN-basierten Ortung. Dies führte zu Kritik. Auf Nachfrage des Bundesbeauftragten für den Datenschutz gestand Google im Mai 2010 ein, mehr als die bislang veröffentlichten WLAN-Daten gesammelt zu haben. So seien zusätzlich zu den im April veröffentlichten WLAN-Parametern Inhalte mitgeschnitten worden. Dies wurde von Datenschützern als rechtswidrig bezeichnet und stark kritisiert. Im April 2013 erließ die zuständige Datenschutzbehörde Hamburgs einen Bußgeldbescheid gegen Google.

#### Sonstiges
Im Mai 2010 meldeten sich Befürworter von Street View zu Wort, die in einer geplanten Änderung des Bundesdatenschutzgesetzes, wonach Eigentümer und Mieter von systematisch erhobenen und georeferenzierten Internetangeboten die Unkenntlichmachung der Haus-Abbildungen verlangen dürften, eine Aushöhlung der Panoramafreiheit sahen. Der Deutsche Journalistenverband betonte, die Rechte der Bildjournalisten müssten gewahrt bleiben. Konrad Lischka kritisierte auf Spiegel Online, dass deutsche Politiker verbindliche schärfere Kontroll- und Sanktionsregeln wie im Safe-Harbor-Abkommen vernachlässigten, stattdessen überböten sie sich mit Forderungen nach härterer Regulierung der Geodatendienste. Der Verband Haus & Grund befürchtete eine Klagewelle, da es zu Wettbewerbsnachteilen im Immobilienmarkt kommen könne. Jeder Mieter könne ohne Eigentumsnachweis eine Verpixelung beantragen. Nach Angaben von Google erreichten das Unternehmen immer wieder Beschwerden von Nutzern, dass Bilder deutscher Straßen so alt seien.
Im Vorfeld der deutschen Aufschaltung veröffentlichte der Blogger Sascha Lobo ein nach eigenem Bekunden juristisch nicht gefestigtes Formular für den Widerspruch zum Widerspruch. Es steht im Kontext mit Hauseigentümern und Bewohnern und Gewerbetreibenden, die wünschen, dass ihre Fassade, etwa wegen eines angenommenen Werbezwecks, im Google-Dienst sichtbar bleibt. Dies ist vor allem für Fälle gedacht, in denen dieser Wunsch gegen die Wünsche anderer, unerkennbarer Dritter steht. In der öffentlichen Diskussion wurde angeführt, dass der Widerspruch einzelner Anspruchsinhaber gegen eine Darstellung in Street View und damit entgegen dem in Deutschland geltenden Recht auf Panoramafreiheit für die Allgemeinheit letztlich eine eher negative Signalwirkung für das jeweils unterdrückte Objekt haben dürfte, was eine vereinzelte Meinung blieb.
Forderungen von Datenschützern, dass Widersprüche gegen Veröffentlichungen von Fotos der Häuser für die in Google Maps eingebundenen Community-Fotos von Panoramio, Flickr und ähnlichen Onlinediensten gelten müssen, erteilte Google eine Absage. Der Street-View-Produktmanager Andreas Türk sagte: „Wir werden keine Zensur an User-generated content betreiben.“ Die Bilder aus den Foto-Communitys seien frei im Netz verfügbar, Google zeige sie in Street View an, so wie die Google-Suche im Internet verfügbare Webseiten Dritter anzeige.
Nach dem Start des Dienstes rief die vom Webaktivisten Jens Best initiierte Aktion Verschollene Häuser dazu auf, unkenntlich gemachte Häuser zu fotografieren und diese Bilder beispielsweise über den Dienst Panoramio mittels Koordinatenangabe auf Google-Maps und Google-Earth zugänglich zu machen.
Im November 2010 kam es im Essener Stadtteil Bergerhausen zu Eierwürfen auf Häuser, deren Fassaden bei Google Street View verpixelt waren.

### Schweiz
Bereits am 21. August 2009, einen Tag nach der Veröffentlichung in der Schweiz, forderte der Eidgenössische Datenschutz- und Öffentlichkeitsbeauftragte Hanspeter Thür Google auf, den Online-Dienst Street View für die Schweiz zu deaktivieren, da mehrere Gesichter und Autokennzeichen (schw.: „Kontrollschilder“) nicht unkenntlich seien und somit die Vereinbarungen zum Schutz der Privatsphäre von Seiten Google nicht eingehalten seien. Nach einer Klage beim Bundesverwaltungsgericht einigten sich Thür und Google im Dezember 2009, dass Google Aufnahmen fortsetzen, aber nicht veröffentlichen darf, bis das Gerichtsurteil vorliegt. Das Bundesverwaltungsgericht entschied am 30. März 2011, dass Google Street View gegen die Privatsphäre der Menschen und damit gegen schweizerisches Recht verstoße. Das Gericht stimmte fünf von sechs Empfehlungen des Datenschützers zu:
- Bilder dürfen in Street View nur sichtbar sein, wenn Gesichter und Autokennzeichen vollständig unkenntlich sind.
- Google habe zu gewährleisten, dass die Anonymität von Personen im Bereich von sensiblen Einrichtungen gewahrt werde, insbesondere bei Schulen, Spitälern, Altersheimen, Sozialbehörden, Vormundschaftsbehörden, Gerichten, Gefängnissen und Frauenhäusern. Es gilt, „nebst den Gesichtern auch weitere individualisierende Merkmale wie Hautfarbe, Kleidung, Hilfsmittel von körperlich behinderten Personen“ zu verwischen.
- Google müsse dafür sorgen, dass der Privatbereich, wie etwa umfriedete Höfe oder Gärten, nicht auf Bildträger aufgenommen und bereits bestehende Bilder dieser Art aus Street View entfernt würden.
- Google habe mindestens eine Woche im Voraus darüber zu informieren, in welchen Städten und Dörfern in der darauf folgenden Woche Aufnahmen getätigt würden.
- Google habe eine Woche vor Aufschaltung aufs Netz zu informieren, welche Dörfer und Städte aufgeschaltet würden.

Google zog im Mai 2011 das Urteil an das Bundesgericht weiter. Das Unternehmen stellte sich auf den Standpunkt, dass der Dienst in der Schweiz eingestellt werden müsse, falls das Urteil des Bundesverwaltungsgerichts vom Bundesgericht bestätigt würde, da die Forderungen nicht erfüllt werden könnten. Am 31. Mai 2012 gab das Bundesgericht dem Eidgenössischen Datenschutz- und Öffentlichkeitsbeauftragten in fast allen Punkten recht.

### Japan
Google Japan musste auf Druck der Regierung wegen unzureichender Zensur handeln. Somit mussten die Street-View-Kameras um 40 Zentimeter gesenkt werden. Google Japan unternahm im Mai 2009 erneut Fahrten mit den tiefer gelegten Kameras. Es lagen Beschwerden vor, da es Einblicke in Wohnungen gab. Google gab von Anfang an den Personen die Möglichkeit, Beschwerden und Aufforderungen zur Löschung von Inhalten direkt abzulegen. Dies genügte dem japanischen Ministerium für Inneres und Kommunikation aber nicht. Im August wurde Google Japan aufgefordert, Bemühungen zum Schutz der Privatsphäre auszuweiten. Google müsse künftig öffentlich bekanntgeben, wo und wann der Aufnahmewagen fahren wird. Über eine Informationsbroschüre müssen lokale Behörden und betroffene Einwohner vor Street-View-Aufnahmen benachrichtigt werden. In solch einer Broschüre muss angegeben sein, wie sich die Bilder löschen lassen. Wer keinen Internetanschluss hat, müsse Beschwerden gegen eine unerlaubte Street-View-Aufnahme möglichst einfach vorbringen können. Hierfür richtete Google Japan ein Callcenter ein.
Darüber hinaus gibt es Klagen über Zweitverwendungen von Street-View-Bildern auf Webseiten von Drittpersonen. Google musste Abhilfe versprechen, indem sich künftig die entsprechenden Opfer direkt bei Google melden. Falls der Tatbestand der Ehrverletzung oder Belästigung gegeben ist, muss Google den Administrator der betroffenen Webseite auffordern, die Bilder sofort vom Netz zu nehmen. Weigert sich der Administrator, so wird die Webseite in der Google-Suche blockiert. Japan ist das erste von neun Street-View-Ländern, das sich der Problematik der Zweitverwendung angenommen hat.

### USA
Google zeichnete bei Aufnahmefahrten für Street View – nach eigenen Angaben versehentlich – den Datenverkehr ungeschützter drahtloser Netzwerke auf. In den WLAN-Daten waren unter anderem E-Mails, Internetadressen und sogar Passwörter zu finden. Im März 2013 einigte sich Google mit den Generalstaatsanwälten von 38 US-Bundesstaaten darauf, eine Geldstrafe von sieben Millionen US-Dollar zu zahlen. Google sicherte zu, die Datensammlung komplett zu vernichten.

## Urheberrecht
Bildmaterial von Google Maps unterliegt Googles Urheberrecht. Es darf weder von Privatpersonen noch von Firmen verwendet werden, wenn die Lizenzbestimmungen von Google nicht exakt eingehalten werden. Zum Beispiel muss eine Privatperson, die ein Bild oder einen Ausschnitt aus Google Maps oder Google Earth benutzt, das Google-Logo in dem Bild belassen, um die Lizenzbestimmungen nicht zu verletzen. Zudem ist in den meisten Fällen eine Genehmigung erforderlich.

## Zusätzliche Dienste

### Google Maps for Mobile
Street-View-Bilder und Karten von Google Maps können auf Mobiltelefonen oder PDAs angesehen werden. Auf Geräten mit Apple iOS war Google Maps mit Street View bis einschließlich iOS 5 schon installiert. Auf vielen Android-Geräten ist Google Maps vorinstalliert, kann aber auch aus dem Google Play Store bezogen werden. Neben den Versionen für iOS und Android gibt es eine auf Java-Basis, die mit Windows Mobile, Symbian und Palm OS kompatibel ist. Die Software kann manuell durch einen Download oder automatisch, durch Erkennung des Handys installiert werden. Von 2013 bis 2016 war der Dienst unter dem Namen Wii Street U auch auf der Wii U von Nintendo verfügbar.
Google stellte im Oktober 2012 Street View ohne Installation direkt im Webbrowser bereit, sofern er HTML5 oder Adobe Flash unterstützt. Sobald sich Nutzer an einem Ort befinden, für die eine dreidimensionale Ansicht vorliegt, signalisiert Google Maps dies durch ein zusätzliches Symbol. Nach einem Tipp darauf wird die Street-View-Darstellung geöffnet. Im Vergleich zur Desktop-Variante steht nur die Zoom-Funktion nicht zur Verfügung.

### Einbindung in eigene Seiten
Google bietet eine Programmierschnittstelle (API), mit der man Google Street View und Google Maps in eigene Seiten einbinden kann. Hierzu ist bei Google ein Schlüssel-Text anzufordern, der eigene Seiten berechtigt, Anfragen an den Google-Maps-Server zu stellen. Dieser kann von Google gratis bezogen werden. Die API bietet viele Möglichkeiten, 360°-Panoramabilder auf eigenen Seiten zu konfigurieren, beispielsweise kann eine Zoomleiste eingeblendet werden, oder die Pixel-Abmessungen der Karten definiert werden.
Ein Beispiel der Einbindung ist das Browserspiel GeoGuessr, bei dem dem Spieler ein zufälliges Panorama aus Google Street View angezeigt wird.
Der Spieler muss nun anhand der Hinweise, die das Bild ihm gibt, herausfinden, wo dieses Foto aufgenommen wurde.